# Kirchschlag in der Buckligen Welt
Kirchschlag in der Buckligen Welt è un comune austriaco di 2 880 abitanti nel distretto di Wiener Neustadt-Land, in Bassa Austria; ha lo status di città (Stadtgemeinde). Negli anni 1970 ha inglobato i comuni soppressi di Aigen, Lembach, Stang e Ungerbach.